# Butor d'Amérique
Botaurus lentiginosus
Espèce
Répartition géographique
   ////  zone de nidification

   ////  résident permanent

   ////  non nicheur

Statut de conservation UICN

 LC  : Préoccupation mineure
Le Butor d'Amérique (Botaurus lentiginosus) est une espèce néarctique d'oiseaux échassiers appartenant à la famille des Ardeidae. Elle est présente dans toute l'Amérique du Nord, se reproduit au Canada et dans les parties nord et centrale des États-Unis, et hiverne au niveau de la Côte du Golfe, en Floride jusqu'aux Everglades, dans les Caraïbes et dans certaines zones d'Amérique centrale.
Cet oiseau solitaire, brun, au camouflage efficace, habite les marais et les végétations denses au bord des lacs et des étangs. En période de reproduction, il se remarque principalement par le cri puissant du mâle. Son nid est construit juste au-dessus de l'eau, généralement au milieu d'herbes hautes comme la Massette à larges feuilles ; la femelle y couve les œufs couleur olive pendant environ quatre semaines. Les jeunes quittent le nid au bout de deux semaines, et ont toutes leurs plumes au bout de six ou sept semaines.
Le Butor d'Amérique se nourrit principalement de poissons, mais aussi de petits vertébrés, ainsi que de crustacés et d'insectes. Il est plutôt répandu dans sa large distribution, mais on pense que sa population diminue, en particulier dans le sud, à cause de la dégradation de son habitat. Cependant, la population totale reste importante, si bien que l'UICN évalue son statut de conservation en préoccupation mineure.

## Description

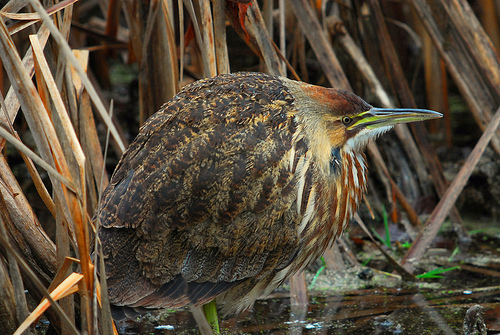
Butor d'Amérique ébourriffant ses plumes, Nisqually National Wildlife Refuge.

Le Butor d'Amérique est un grand oiseau trapu, brun, très similaire au Butor étoilé (Botaurus stellaris), mais un peu plus petit, avec un plumage rayé plutôt que tacheté. Il mesure entre 58 cm et 85 cm de long, avec une envergure entre 92 cm et 115 cm, et un poids compris entre 370 g et 1 072 g,.
La calotte est brun noisette, le centre des plumes est noir. Sur le côté du cou se trouve une longue tache noire-bleue qui est plus grande chez le mâle que chez la femelle. L'arrière du cou est vert olive. Le manteau et les scapulaires sont noisette foncé, rayés et tachetés de noir, le bout de certaines plumes est couleur chamois. Le dos, le croupion et le début de la queue ont des couleurs similaires, mais sont plus finement tachetés de noir et la base des plumes est grise. Les plumes de la queue sont noisettes avec les bouts tachetés, et les primaires et les secondaires sont brun-noir, avec les bouts chamois ou noisette. Les joues sont brunes, avec une bande chamois au niveau des sourcils et au niveau de la moustache. Le menton est crème avec une rayure centrale noisette, et les plumes de la gorge, de la poitrine et du haut du ventre sont couleur chamois et rouille, avec une fine bordure noire qui donne un effet rayé à la partie inférieure. Les yeux sont entourés d'une peau jaunâtre, et leurs iris sont jaune pâle. Le long bec robuste est jaune-vert, la mâchoire supérieure étant plus foncée, et les jambes et les pieds sont vert jaunâtre. Les juvéniles ressemblent aux adultes mais les côtés de leur cou sont moins olive.

## Taxonomie
La première description du Butor d'Amérique a été faite en 1813 par le prêtre et naturaliste anglais Thomas Rackett, d'après l'observation d'un spécimen erratique trouvé dans le Dorset en Angleterre. C'est une espèce monotypique, aucune sous-espèce n'est connue. Cependant, des fossiles trouvés dans la rivière Ichetucknee en Floride, et initialement décrits comme une forme de héron (Palaeophoyx columbiana, McCoy, 1963), ont ensuite été reconnus comme une sous-espèce préhistorique et plus petite du Butor d'Amérique ayant vécu à la fin du pléistocène, rebaptisée B. l. columbianus. Son plus proche parent vivant est le Butor mirasol (Botaurus pinnatus) qui vit en Amérique centrale et en Amérique du Sud.
Le nom du genre Botaurus a été créé par le zoologiste britannique James Francis Stephens, d'après le latin médiéval butaurus et le moyen anglais botor qui désignait à l'époque le Butor étoilé. Pline l'Ancien donne au nom latin une étymologie, d'après les mots latins Bos (bœuf) et taurus (taureau), car le cri du butor ressemble au meuglement d'un taureau. Le nom latin de l'espèce, lentiginosus, signifie « tacheté » du latin lentigo (tache), et fait référence au plumage tacheté de l'oiseau.
Localement, des noms vernaculaires lui sont donnés en raison de son cri caractéristique. Dans son livre sur les noms des oiseaux d'Amérique, Ernest Choate cite les noms de bog bumper (cogneur des tourbières) et stake driver. Parmi les autres noms vernaculaires, on peut trouver thunder pumper (pompe à tonnerre) ou bog bull (taureau des tourbières), ou encore bog thumper (batteur des tourbières), mire drum (tambour des marais) ou water belcher (crieur d'eau).

## Répartition et habitat
Le Butor d'Amérique se trouve dans une grande partie de l'Amérique du Nord. Il se reproduit du sud du Canada jusqu'à la Colombie-Britannique, le Grand lac des Esclaves et la baie d'Hudson, ainsi que dans une grande partie des États-Unis et peut-être jusqu'au centre du Mexique. Il migre plus au sud à l'automne, et hiverne dans le sud des États-Unis autour de la côte du Golfe, en particulier dans les marais des Everglades en Floride, ainsi que dans les Caraïbes et au Mexique ; des observations ont aussi été faites au Panama et au Costa Rica. Il est présent très rarement en tant qu'espèce erratique en Europe, notamment en Grande-Bretagne et en Irlande.
Cet oiseau aquatique fréquente les tourbières, les marécages, et les épaisses végétations des bords des lacs et des étangs peu profonds, d'eau douce, saumâtre ou salée. Il se nourrit parfois à découvert dans les clairières humides ou les pâturages,.

## Comportement

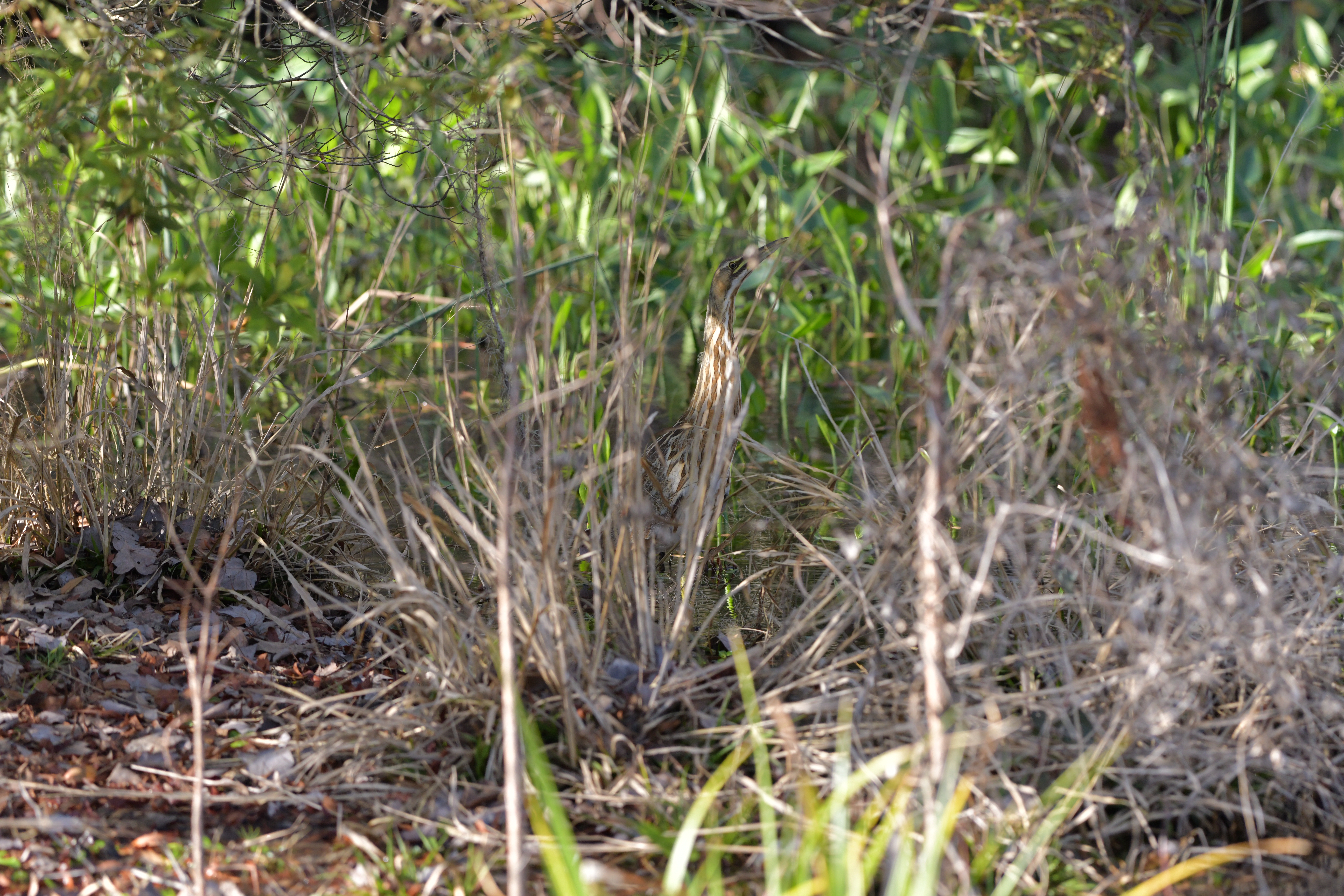
Butor d'Amérique (au centre) dissimulé au milieu des herbes hautes.

Le Butor d'Amérique est un oiseau solitaire, qui se camoufle très bien, ce qui le rend difficile à observer. Il chasse généralement en marchant silencieusement dans l'eau peu profonde pour poursuivre ses proies, mais il peut aussi rester immobile en embuscade. Comme le Butor étoilé, s'il se sent menacé, il devient immobile, allonge son cou et pointe son bec vers le haut, de manière à se fondre dans les roseaux environnants grâce à sa couleur. Il est capable de rester dans cette position et de s'incliner avec les roseaux agités par le vent pendant plusieurs heures, jusqu'à ce qu'il n'y ait plus de risque. Il est principalement nocturne et plus actif au crépuscule. Il est plus facile de l'entendre que de le voir : en effet, le mâle pousse un cri puissant et explosif qui fait penser à une pompe bouchée et qu'on retranscrit par « oong, kach, oonk ». En poussant ce cri, il jette sa tête convulsivement d'en haut en avant. Le cri peut être répété jusqu'à sept fois de suite.
La manière de produire ce cri n'est pas complètement déterminée. On suppose que l'oiseau gonfle son cou en remplissant son œsophage d'air avec de petits bruits de hoquet. L'œsophage reste gonflé grâce à des clapets sur les côtés de la langue, puis, une fois qu'il est gonflé, le son caractéristique est émis au niveau du syrinx. Une fois le cri terminé, l'œsophage est dégonflé.
Comme les autres membres de la famille des Ardeidae, le Butor d'Amérique se nourrit dans les marécages et les étangs peu profonds. Ses proies principales sont des poissons, mais il se nourrit aussi d'amphibiens, de reptiles, de petits mammifères, de crustacés et d'insectes. C'est un oiseau territorial, qui menace les intrus sur son territoire en ébourriffant les plumes blanches de ses épaules pour former des extensions ressemblant à des ailes, qui se rejoignent sur son dos pour former une collerette ressemblant à une fraise. L'oiseau reste alors immobile dans une position menaçante, ou pourchasse l'intrus en rentrant la tête et en marchant de côté.
Le nid est construit dans les marais au milieu des hautes herbes comme les scirpes ou la massette à larges feuilles. C'est la femelle qui construit le nid et le mâle qui le surveille. Le nid se situe à environ 15 cm de la surface de l'eau, et se compose d'une plateforme rudimentaire de tiges et de joncs morts, parfois avec des brindilles mélangées, et bordée d'herbe. La femelle y pond jusqu'à six œufs et les couve pendant trente-neuf jours. Les œufs sont grossièrement ovoïdes, de couleur olive, sans taches, d'environ 49 mm de haut et 37 mm de large. Les oisillons sont nourris un par un, chacun attrapant le bec de la mère pour recevoir de la nourriture régurgitée directement dans son propre bec. Ils quittent le nid vers deux semaines, et ont toutes leurs plumes à six ou sept semaines.

## Conservation
La population du Butor d'Amérique diminue un peu partout à cause de la dégradation de son habitat. C'est davantage le cas dans le sud, où la contamination par des produits chimiques et le développement des populations humaines réduisent les zones habitables pour le butor. Cependant, à cause de sa large répartition et d'une population encore importante, l'UICN évalue son statut comme préoccupation mineure. Le Butor d'Amérique est protégé aux États-Unis par le Migratory Bird Treaty Act of 1918. Il est aussi protégé au Canada par le Migratory Birds Convention Act de 1994 signé par le Canada et les États-Unis.